# 妮可·奥纳普·曼恩
妮可·维多利亚·奥纳普·曼恩（英語：Nicole "Duke" Victoria Aunapu Mann，1977年6月27日—），是一位美国NASA宇航员，2013年6月入选NASA第二十一组宇航员。2018年8月，曼恩曾入选执行波音星际航线1号任务，但之后被重新分配到SpaceX载人5号，并成为美国宇航局商业载人计划的第一位女性指挥官。

## NASA事业
2013年6月曼恩被选为NASA第二十一组宇航员的成员，并于2015年7月完成训练。